# Chevrolet Corvair
Chevrolet Corvair – samochód osobowy klasy kompaktowej produkowany pod amerykańską marką Chevrolet w latach 1959–1969.

## Pierwsza generacja

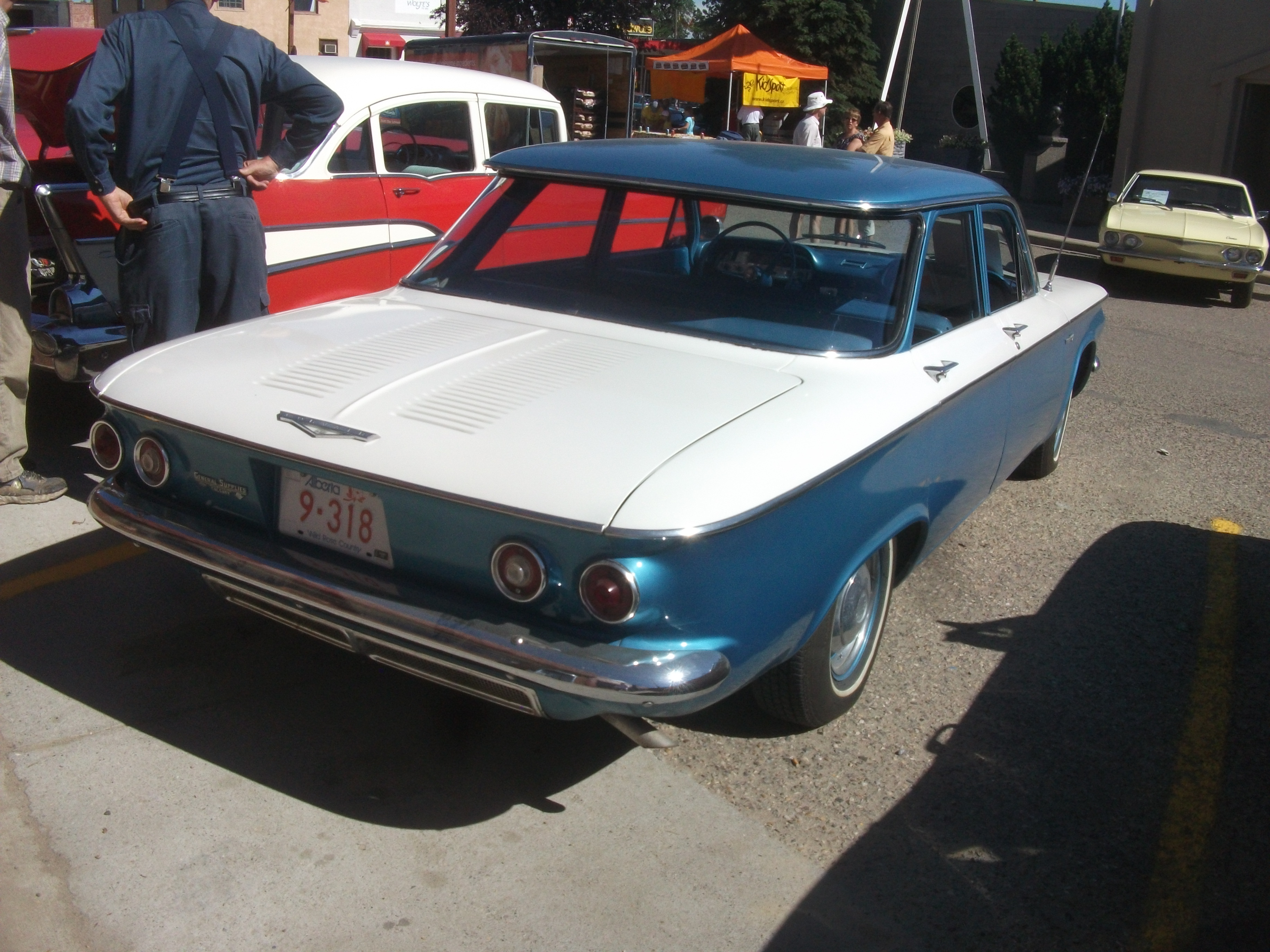
Chevrolet Corvair I - tył

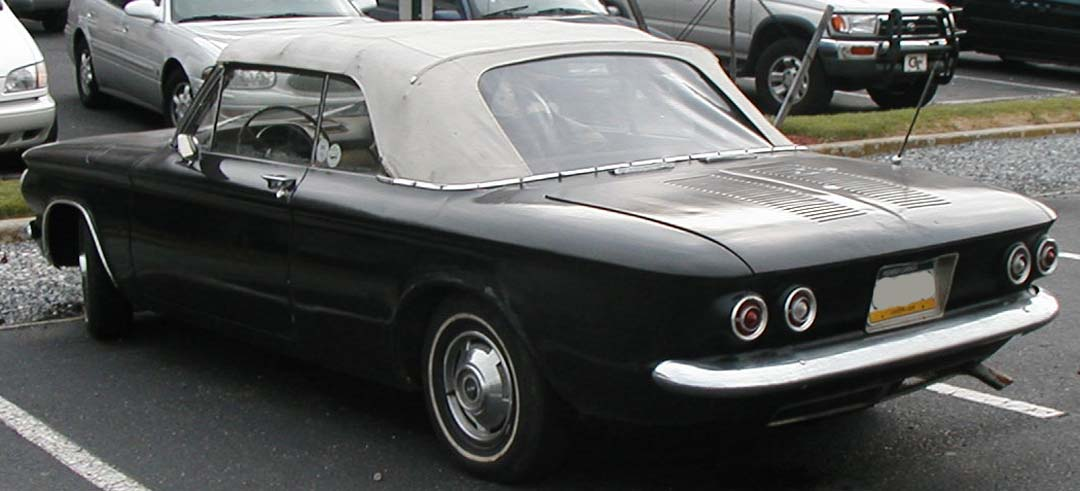
Chevrolet Corvair I Cabriolet

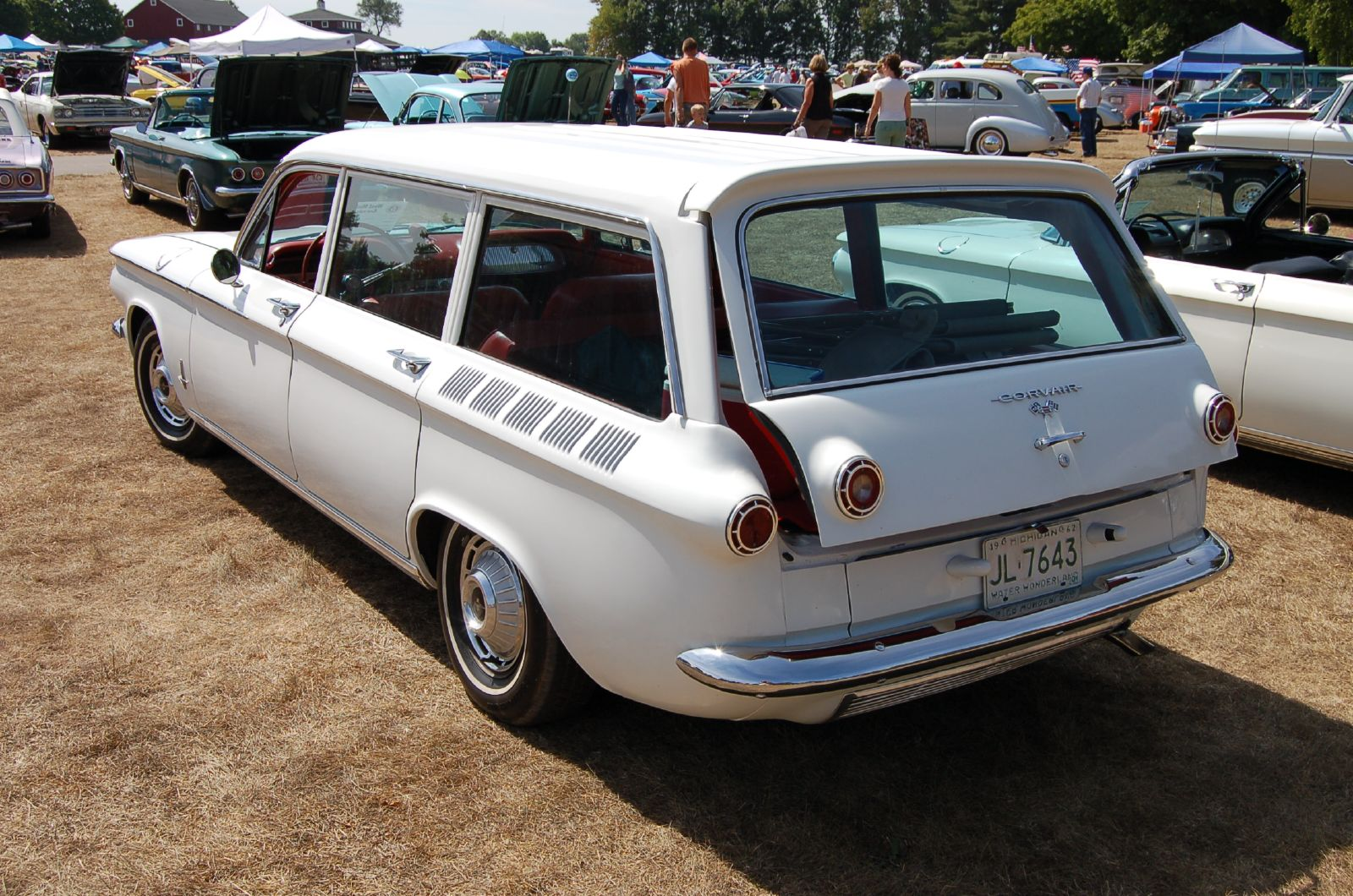
Chevrolet Lakewood

Chevrolet Corvair I został zaprezentowany po raz pierwszy w 1959 roku.
Model Corvair poszerzył północnoamerykańską ofertę jako najmniejszy i zarazem najtańszy pojazd w ofercie, za pomocą którego Chevrolet wkroczył do rozwijającego się na fali kryzysu paliwowego niszowego dotychczas segmentu samochodów kompaktowych.
Pierwsza generacja pojazdu powstała na platformie Y-body koncernu General Motors, którą Chevrolet Corvair dzielił także z pokrewnymi konstrukcjami Buicka, Oldsmobile czy Pontiaka. Samochód zyskał charakterystyczne elementy stylistyczne takie jak uwypuklone przetłoczenia, podwójne reflektory z wyraźnie zaznaczoną obudową czy małe, podwójne tylne lampy.

### Lakewood
W 1961 roku przedstawione zostało kombi opracowane na bazie Corvaira o nazwie Chevrolet Lakewood. Pod tą nazwą samochód produkowano przez kolejne 2 lata, po czym w 1963 roku włączono go do oferty modelu Corvair jako jego 5-drzwiowa odmiana.

### Dane techniczne (2.3l)
- B6 2,3 l (2296 cm³), 2 zawory na cylinder, OHV
- Układ zasilania: dwa gaźniki
- Średnica cylindra × skok tłoka: 85,70 mm × 66,00 mm
- Stopień sprężania: 8,0:1 (9,0:1)
- Moc maksymalna: 80 KM przy 4400 obr./min (95 KM przy 4800 obr./min)
- Maksymalny moment obrotowy: 170 N•m przy 2400 obr./min (170 N•m przy 2800 obr./min)

### Dane techniczne (2.4l)
- B6 2,4 l (2376 cm³), 2 zawory na cylinder, OHV
- Układ zasilania: gaźnik
- Średnica cylindra × skok tłoka: 87,30 mm × 66,00 mm
- Stopień sprężania: 8,0:1
- Moc maksymalna: 150 KM przy 4400 obr./min
- Maksymalny moment obrotowy: 285 N•m przy 3200 obr./min

## Druga generacja

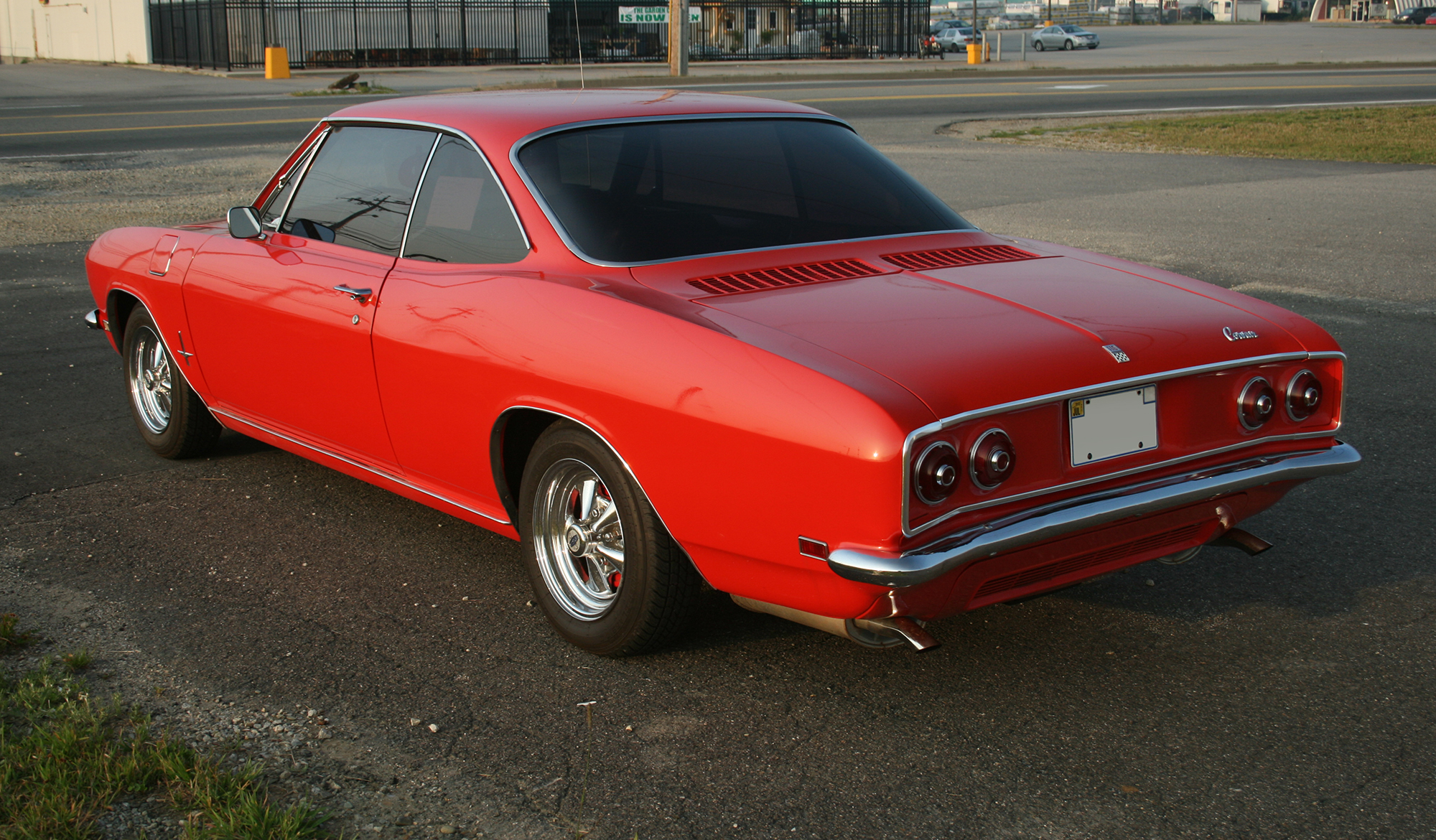
Chevrolet Corvair II - tył

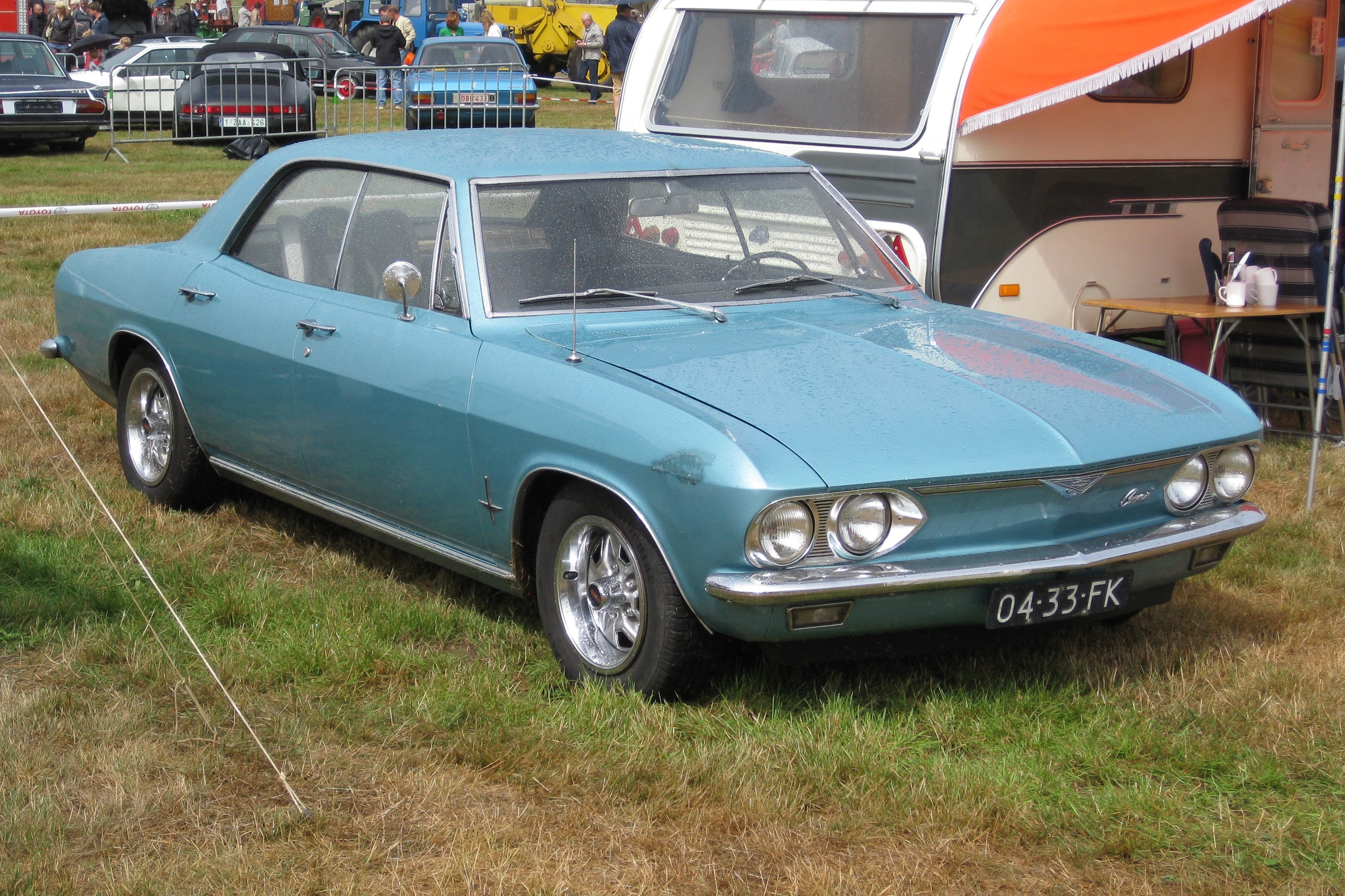
Chevrolet Corvair II Sedan

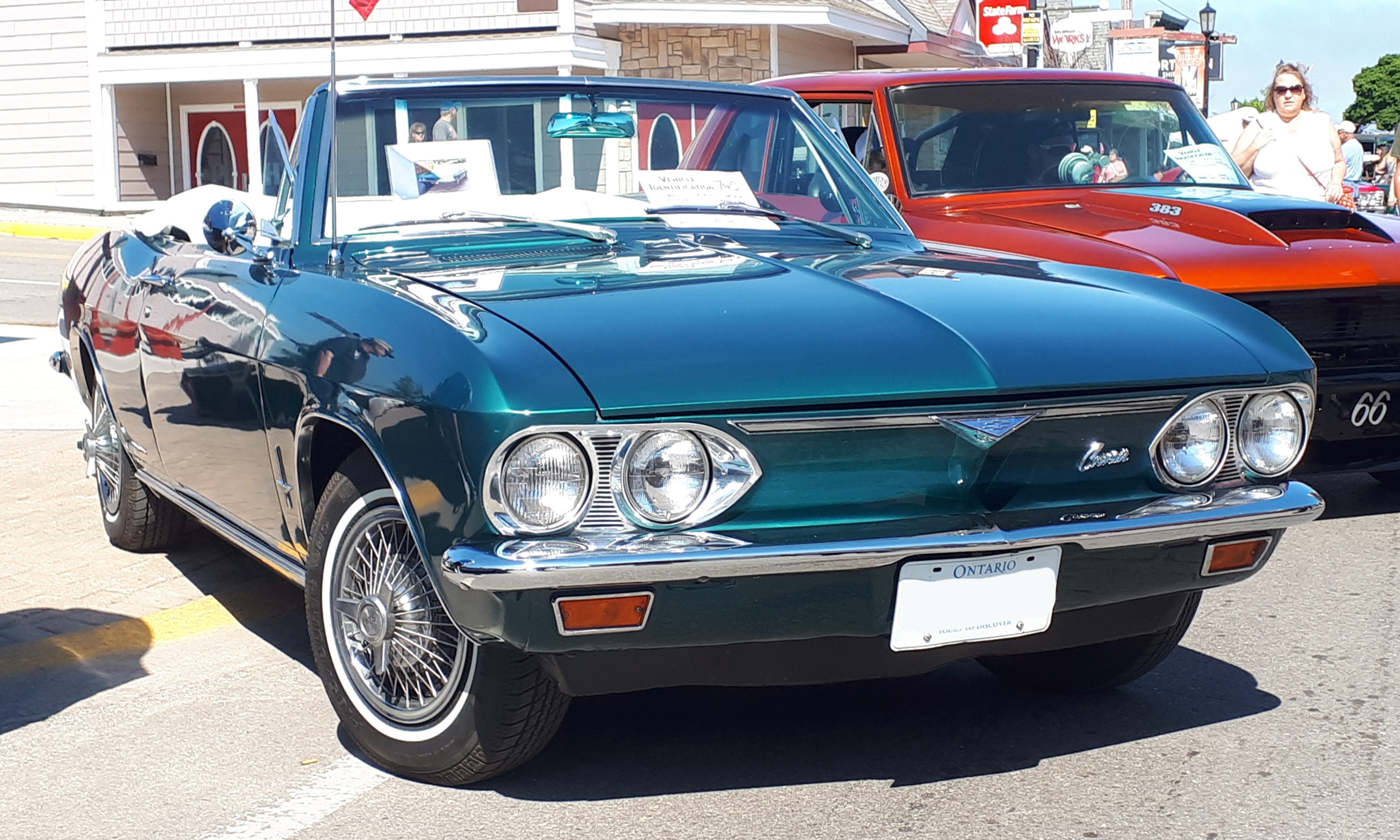
Chevrolet Corvair II Cabriolet

Chevrolet Corvair II został zaprezentowany po raz pierwszy w 1965 roku.
Druga generacja kompaktowego modelu Chevroleta przyniosła okrojoną gamę nadwoziową, w której zabrakło odmiany kombi, a także obszerne zmiany wizualne oraz nową platformę Z-body koncernu General Motors.
Samochód utrzymano w nowym kierunku stylistycznym producenta, z podłużną tylną częścią nadwozia, łagodnie poprowadzonym pojedynczym przetłoczeniem biegnącym przez całą długość nadwozia i nisko osadzonymi, podwójnymi okrągłymi reflektorami. Tylna część zachowała charakterystyczne, podwójne tylne lampy.
Po zakończeniu produkcji w 1969 roku, Chevrolet powrócił do klasy kompaktowej z nowym modelem Vega.

### Dane techniczne (2.7l)
- B6 2,7 l (2687 cm³), 2 zawory na cylinder, OHV
- Układ zasilania: dwa gaźniki [ cztery gaźniki ]
- Średnica cylindra × skok tłoka: 87,30 mm × 74,70 mm
- Stopień sprężania: 8,25:1 (9,25:1) [9,25:1]
- Moc maksymalna: 95 KM przy 3600 obr./min (110 KM przy 4400 obr./min) [140 KM przy 5200 obr./min]
- Maksymalny moment obrotowy: 209 N•m przy 2400 obr./min (217 N•m przy 2600 obr./min) [217 N•m przy 3600 obr./min]

### Dane techniczne (2.7l Turbo)
- B6 2,7 l (2687 cm³), 2 zawory na cylinder, OHV
- Układ zasilania: gaźnik
- Średnica cylindra × skok tłoka: 87,30 mm × 74,70 mm
- Stopień sprężania: 8,25:1
- Moc maksymalna: 150 KM przy 4000 obr./min (180 KM przy 4000 obr./min)
- Maksymalny moment obrotowy: 315 N•m przy 3200 obr./min (359 N•m przy 3200 obr./min)